# Barnabas Raparlier
Barnabas Raparlier (Tielt, 1756 – Bornem, 14 juni 1836) was een Belgisch politicus.

## Levensloop
Hij was de zoon van Joannes Franciscus Raparlier en Petronella Walderaghens. Hij was gehuwd met Anna Coleta De Cock (Sint-Niklaas, 1760 - Bornem 4 april 1811). Samen hadden ze twee zonen (die jong stierven) en vier dochters. Hij was rentmeester van graaf Charles de Marnix.
Hij werd maire van Bornem in 1800, in deze hoedanigheid volgde hij Van Stappen op. Hij werd in deze functie door de notabelen van Bornem verzocht om orde op zaken te stellen in de gemeente na de Boerenkrijg (1798). Hij oefende het mandaat uit tot 1804, toen hij ontslagen werd uit de functie door de prefect van het departement van de Twee Neten Charles d'Herbouville. Hij werd opgevolgd als maire van de gemeente door Charles de Marnix.